# ياسين عجلان
ياسين عبد الفتاح عجلان، رجل أعمال مصري ورئيس مجلس إدارة مجموعة الأصيل وعضو سابق في مجلس الشعب المصري. توفي في حادث سيارة في طريق الإسكندرية الصحراوي يوم 22 فبراير 2021.

## قضايا وتهم
حكم عليه في ديسمبر 2010 بالسجن ثلاث سنوات بتهمة خيانة الامانة والاستيلاء على 35 مليون جنيه في تعاملات تجارية مع رجل الأعمال محمد عبد المنعم شلبي. كما أحال النائب العام المستشار نبيل صادق واحدة من أكبر قضايا التزوير والفساد بمحافظة مطروح إلى محكمة الجنايات، والمتهم الرئيسي فيها رجل الأعمال ياسين عجلان 

## صفقة عمر أفندي
في 24 يناير 2011 فاز ياسين عجلان بشراء صفقة عمر أفندي مقابل 900 مليون جنيه، وأعلن عن نيته في اختيار شركة إدارة عالمية تتولى مجموعة متاجر "عمر أفندى"، لتكون منفصلة الملكية عن إدارة الشركة، مثل سلاسل المحلات التجارية الكبرى هايبر وكارفور.
وسوف تقوم الشركة المديرة بتسديد مستحقات البنوك عن فروع عمر أفندي وجميع متأخرات الضرائب والعاملين والموردين، بعد التوقيع النهائى للصفقة يوم 8 فبراير 2011.
وكان عمر أفندي ملكا للقطاع العام ثم اشترى المستثمر السعودي جميل القنبيط نسبة 85% من أسهم المجموعة، إلى أن اشتراه بالكامل ياسين عجلان بمبلغ 900 مليون جنيه، حيث يقوم بتسديد مبلغ 235 مليون جنيه للقنبيط وباقي قيمة الصفقة عبارة عن ديون ومستحقات البنوك ومتأخرات الضراب والموردين والعاملين بالفروع والتي سيتحملها عجلان وتصل قيمتها إلى 635 مليون جنيه.

## وفاته
لقى ياسين عجلان مصرعه يوم 22 فبراير سنة 2021 إثر تعرضه لحادث في طريق مصر إسكندرية الصحراوي ناتج عن انفجار إطار السيارة.